# غاري غو (لاعب كرة قدم)
غاري غو (بالإنجليزية: Gary Gow)‏ هو لاعب كرة قدم بريطاني، ولد في 24 يناير 1990 في اسكتلندا في المملكة المتحدة. لعب مع هاميلتون أكاديميكال.

## وصلات خارجية
- غاري غو على موقع قاعدة بيانات كرة القدم.إي يو (الإنجليزية)